# Kyūshū
Kyūshū (九州 Kyūshū?) es la tercera isla más grande de Japón, ubicada al sur del archipiélago. Es considerada la cuna de la civilización japonesa. La isla ha tenido distintos nombres a través de su historia, entre estos figuran: Kyukoku (九国), Chinzei (鎮西), y Tsukushi-shima (筑紫島). La antigua región de Saikaido comprendía Kyushu y las islas adyacentes.

## Historia
La isla en general ha estado a lo largo de su historia muy influenciada por otras civilizaciones extranjeras como Ryukyu o Corea, por ejemplo la región alrededor de Hirado fue tradicionalmente un lugar de encuentro para comerciantes y piratas.
En el siglo XVI llegaron misioneros católicos y comerciantes de Portugal y su presencia en Hirado y Nagasaki las convirtió en centros comerciales para los comerciantes extranjeros. La creencia católica de que todos los hombres son iguales, no se adaptaba con la estructura política de Japón y después de ser un reino libre en el periodo Oda Nobunaga, los misioneros fueron obligados a irse paulatinamente, hasta que finalmente en la era Tokugawa, la cristiandad fue prohibida bajo la política Sakoku.
Después de la prohibición del cristianismo en el periodo Edo, el comercio exterior fue restringido a los comerciantes chinos y neerlandeses en Nagasaki y Dejima. El Kirishitan (cristianismo japonés (キリシタン)) continuó existiendo en la clandestinidad. Esos kakure Kirishitan (cristianos ocultos 隠れキリシタン) fueron obligados a pisar dibujos de la Virgen María y otros santos para probar que no eran cristianos.
Con el destierro de los misioneros católicos, los comerciantes de los países católicos fueron obligados a salir del país, llevándose consigo a sus hijos medio japoneses y medio europeos, que también fueron obligados a dejar el país. La mayoría fue enviado a Jagatara y todavía es recordado por los lugareños, como la gente que escribía textos conmovedores de cómo fueron expulsados al mar desde su hogar. Hoy en día, Nagasaki tiene un gran barrio chino (en el sentido de colonia de personas procedentes de China) e iglesias católicas.
Durante la restauración Meiji, Nagasaki y Sasebo se convirtieron en los mayores puertos marítimos de comercio exterior, y también en ellos estuvieron los mayores astilleros militares y bases de la marina japonesa hasta la Segunda Guerra Mundial. El 9 de agosto de 1945 un bombardero de los Estados Unidos soltó una bomba atómica en Nagasaki.
Para julio de 2017, al norte de las islas fueron azotadas por el tifón Nanmadol.

## Geografía
El terreno de la isla es montañoso y cuenta con el volcán activo más grande de Japón, el monte Aso que tiene una altitud de 1592 m. Se encuentran variada evidencia de actividad tectónica incluyendo numerosas lagunas termales. La más famosas de estas se encuentran en Beppu al noreste y en Aso, en la región central de la isla.
La superficie total es de 36 782,37 km² (14 201,75 millas cuadradas), lo que la convierte en la 37.ª isla más grande del mundo.  Es más grande que Formosa por ejemplo. La elevación más alta es de 1791 metros (5876 pies) en el monte Kujū.
El nombre de Kyūshū viene de las nueve antiguas provincias de Saikaidō, situadas en la isla: Chikuzen, Chikugo, Hizen, Higo, Buzen, Bungo, Hyūga, Osumi y Satsuma.
Actualmente la región de Kyūshū (japonés: 九州地方, Romanización Hepburn: kyūshū-chiho) contiene siete prefecturas que se encuentran en la isla de Kyushu:
- Fukuoka
- Kagoshima
- Kumamoto
- Miyazaki
- Nagasaki
- Oita
- Saga

La ciudad más poblada de la isla es Fukuoka la cual es un puerto y un centro de la industria pesada. Kitakyushu también es una ciudad designada por decreto gubernamental y Omuta es otro centro industrial. El puerto principal de la región es Nagasaki. Kumamoto y Kagoshima son las tercera y cuarta ciudades más pobladas de la isla.
Kyushu tiene el 10,3 por ciento de la población de Japón. La mayor parte de la población de Kyushu se concentra a lo largo del noroeste, en las ciudades de Fukuoka y Kitakyushu, con corredores de población que se extienden hacia el suroeste hasta Sasebo y Nagasaki y hacia el sur hasta Kumamoto y Kagoshima. A excepción de Oita y Miyazaki, la costa oriental muestra una disminución general de la población.
En población es la 13.ª isla más poblada, ya que tiene menos habitantes que Borneo o que Célebes y más que Salsette o Cuba.

## Población
Kyushu tiene el 10,3 % de la población de Japón. La mayor parte de la población de Kyushu se concentra en las ciudades de Fukuoka y Kitakyushu, con corredores de población que se extienden al suroeste hacia Sasebo y Nagasaki y al sur hacia Kumamoto y Kagoshima. A excepción de Oita y Miyazaki, el litoral oriental muestra una disminución de la población general.
Desde el punto de vista político, Kyushu se describe como un bastión del Partido Liberal Democrático.
Según los datos del censo japonés, la población de la región de Kyushu con las Islas Ryukyu (Okinawa y Prefectura de Kagoshima) ha experimentado un gran descenso de población desde aproximadamente el año 2000. Sin embargo, el descenso de la población es leve debido principalmente a la tasa de natalidad relativamente alta de los ryukyuanos tanto dentro de las tierras ryukyuanas (Okinawa y la prefectura de Kagoshima) como en toda la región de Kyushu. Además, las demás prefecturas de Kyushu también tienen una tasa de fecundidad excepcionalmente alta en comparación con el resto de Japón. Los ryukyuanos son un grupo minoritario indígena en Japón.
Un dato curioso es que muchas de las personas más longevas del mundo, como Shigechiyo Izumi, Kamato Hongō y Yukichi Chuganji son de Kyūshū, por lo cual se le denomina isla de la longevidad.

### Evolución de la población
| Año  | Población, incluyendo las islas Ryukyu | % de cambio | Población, sin incluir las islas Ryukyu | % de cambio |
| ---- | -------------------------------------- | ----------- | --------------------------------------- | ----------- |
| 1873 | 5 163 730                              |             | 4 776 363                               |             |
| 1920 | 8 730 000                              | 69.1        | 6 742 000                               | 41.2        |
| 1930 | 9 647 000                              | 10.5        | 7 512 000                               | 11.4        |
| 1940 | 10 511 000                             | 9.0         | 8 347 000                               | 11.1        |
| 1950 | 13 011 000                             | 23.8        | 10 292 000                              | 23.3        |
| 1960 | 13 787 000                             | 6.0         | 10 941 000                              | 5.3         |
| 1970 | 13 016 000                             | -5.6        | 10 342 000                              | -5.5        |
| 1980 | 14 073 000                             | 8.1         | 11 181 000                              | 8.1         |
| 1990 | 14 518 000                             | 3.2         | 11 498 000                              | 2.8         |
| 2000 | 14 763 781                             | 1.7         | 11 659 367                              | 1.4         |
| 2010 | 14 596 783                             | -1.1        | 11 497 723                              | -1.4        |
| 2018 | 14 311 224                             | -2.0        | 11 249 154                              | -2.2        |

## Economía
Partes de la región de Kyushu cuentan con un clima subtropical particularmente las regiones de Miyazaki y Kagoshima. Los productos agrícolas principales son: arroz, té, tabaco, camote y soja. Kyushu también produce una cantidad considerable de seda. La porcelana de la región es muy famosa especialmente sus tipos Arita, Agano, Satsuma y Hizen.
La industria pesada se encuentra en el norte alrededor de Kitakyushu y Oita. Estas industrias están compuestas principalmente de plantas que procesan químicos y metales.

### Transportes

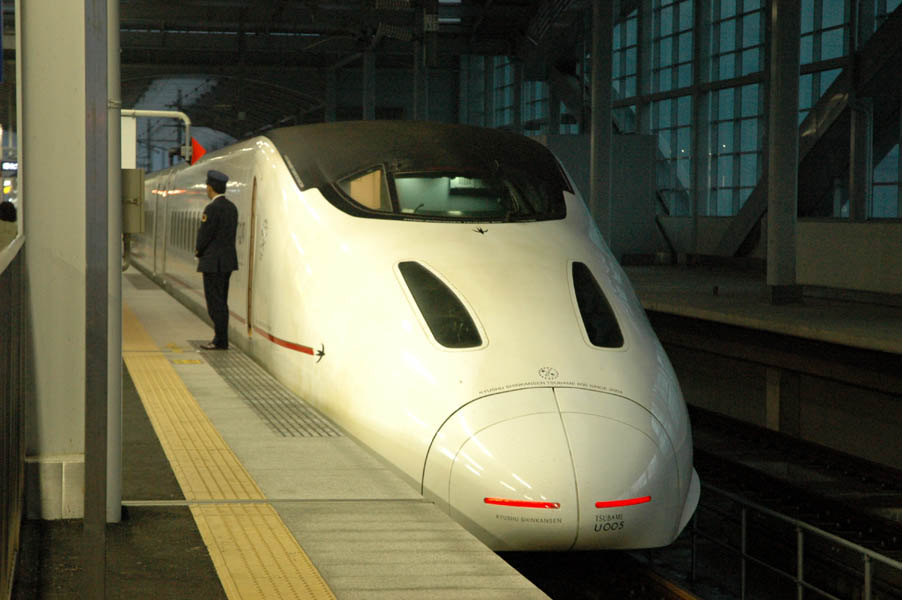
Exterior del Tsubame Shinkansen en la estación de Shin-Yatsushiro.

La isla cuenta con varios aeropuertos importantes como el de Fukuoka, el de Oita, el de Kitakyushu, el de Nagasaki, el de Kagoshima, el de Kumamoto o el de Miyazaki. También existen vuelos a las islas que están frente a la costa de la isla y a las del sudoeste de Kagoshima, bajando hacia Okinawa.
Por su parte en barco hay numerosas conexiones marítimas desde Honshu, Shikoku y Okinawa, así como ferries entre Kyushu y las islas cercanas a la costa.
En tren también es posible viajar, con el Shinkansen o tren bala que tiene ruta desde Tokio hasta la estación de Hakata en Fukuoka, pasando por Shimonoseki y las principales ciudades de Honshu. La extensión del Shinkansen desde Hakata hasta Shin-Yatsushiro entró en funcionamiento el 12 de marzo de 2011, un día después del terremoto y el tsunami que afectó a Sendai y sus alrededores, permitiendo conectar Fukuoka con Kumamoto y Kagoshima de manera directa y rápida, además, se crearon dos nuevos servicios Shinkansen que parten desde Osaka y conectan con Kumamoto y Kagoshima que son los servicios Sakura y Mizuho, el servicio Tsubame funciona entre Fukuoka y Kumamoto parando en todas las estaciones de este tramo (al igual que el servicio Kodama en la Tokaido y Sanyo Shinkansen), algunos servicios Tsubame llegan a Kagoshima.

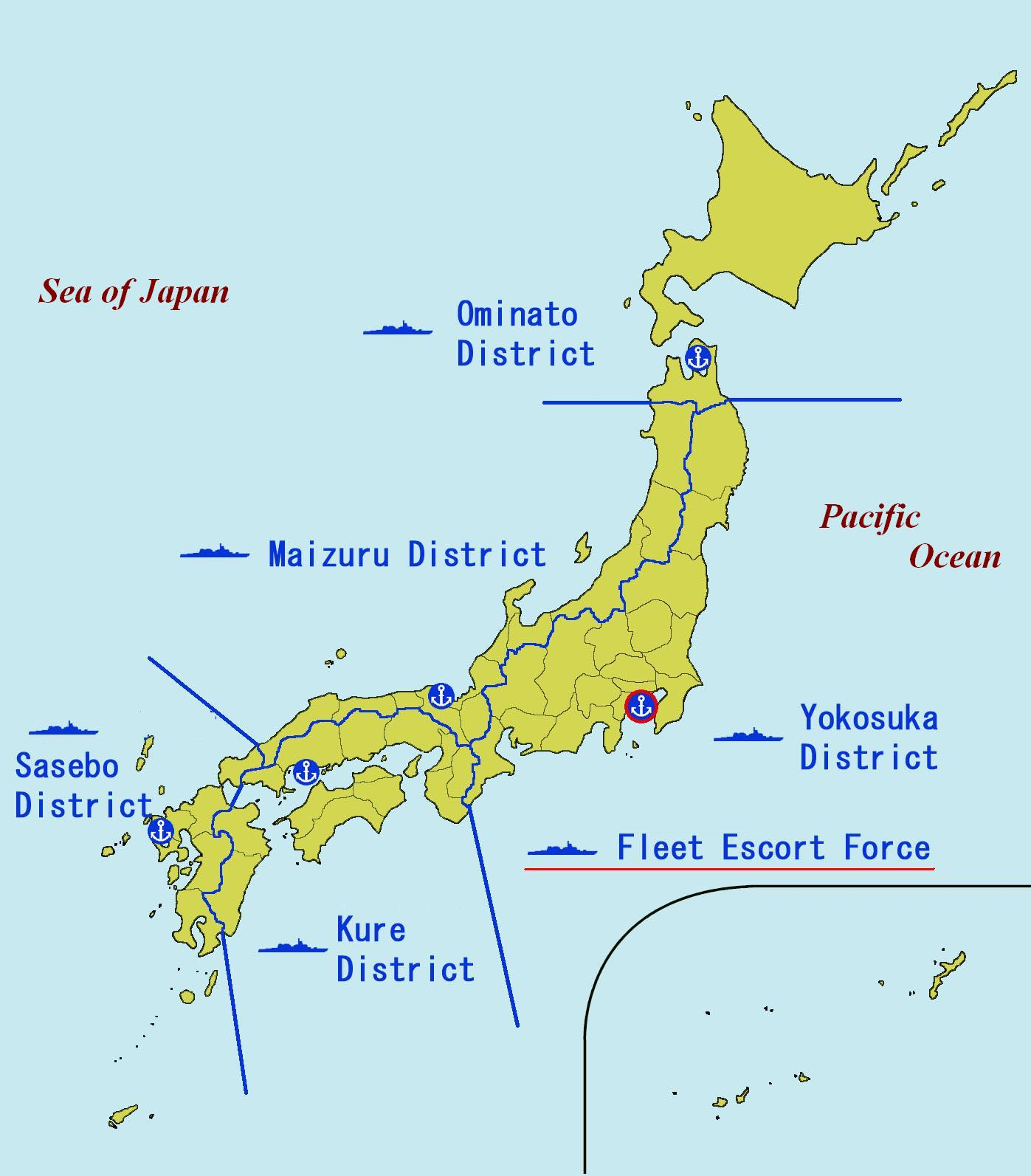
Localización de las flotas conjuntas Japón EE. UU.

## Cultura

### gente
Se sabe que la gente de Kyūshū tiende a ser conservadora en comparación con otras regiones de Japón.
En particular, los hombres de Kyūshū son conocidos como "Kyūshū danji"(九州男児), una expresión que evoca una imagen de fuerza, carácter y espíritu indomable.
Gracias a estas características culturales, la región conserva una rica herencia de tradiciones locales que han perdurado hasta la actualidad.

### Instrumentos musicales
En Kyūshū existe un instrumento musical tradicional llamado gottan(ゴッタン), considerado autóctono de la región.
Este instrumento se sitúa entre el sanshin de Okinawa y el shamisen del Japón continental, y es considerado una expresión del alma del pueblo de Kyūshū.

### Educación

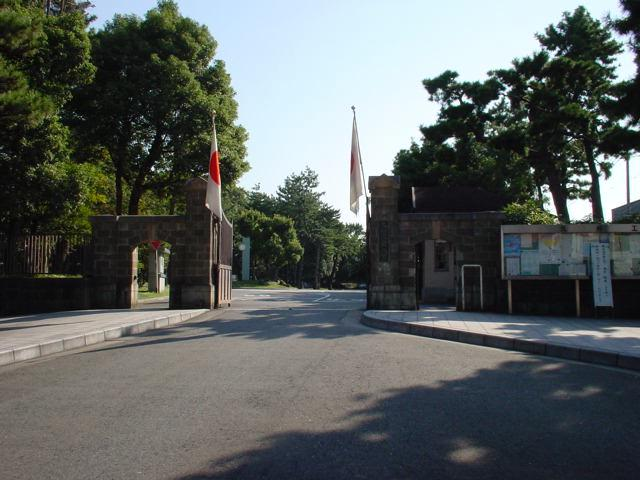
Puerta principal del campus KIT Tobata del Instituto de tecnología de Kyushu con las banderas el día de la fiesta nacional.

Las universidades nacionales son estas:
- Universidad de Kyushu (una de las siete antiguas "Universidades imperiales").
- Instituto de tecnología de Kyushu
- Universidad de Saga
- Universidad de Nagasaki
- Universidad de Kumamoto
- Universidad de Oita
- Universidad de Miyazaki
- Universidad de Kagoshima
- Instituto nacional de fitness y deportes de Kanoya
- Universidad del Ryūkyūs

Otras universidades de los gobiernos locales son la Universidad de Kitakyushu, la Kyushu Dental College, la Universidad femenina de Fukuoka, la Universidad de la prefectura de Fukuoka, la Universidad Siebold de Nagasaki, la Universidad de la prefectura de Nagasaki, la Universidad de enfermería y ciencias de la salud de Oita, la Universidad de la prefectura de Kumamoto, la Universidad municipal de Miyazaki o la Universidad de enfermería de la prefectura de Miyazaki.
Las universidades privadas son la Universidad de Fukuoka, la Universidad Ritshumeikan, la Universidad Seinan Gakuin, la Universidad Kyūshū Sangyo (el equipo de béisbol ganó el campeonato nacional en 2005) o la Universidad de Kurume.

### Deporte
Algunos de los equipos de fútbol más importantes del país están situados en la isla como son el Avispa Fukuoka, Júbilo Iwata, Rosso Kumamoto, Oita Trinita o Sagan Tosu. También tienen su base en la isla otros equipos importantes en otros deportes como son el Fukuoka SoftBank Hawks en béisbol, el Fukuoka Rizing o el Oita Heatdevils en baloncesto, el Oita Miyoshi Weisse Adler en voleibol o los equipos de rugby Coca Cola West Red Sparks, Fukuoka Sanix Blues y Kyuden Voltex.
Además de dichos equipos, en la isla se celebran varios eventos deportivos entre los cuales destaca el torneo de sumo que se celebra en el Centro de convenciones de Fukuoka cada noviembre.

### Turismo

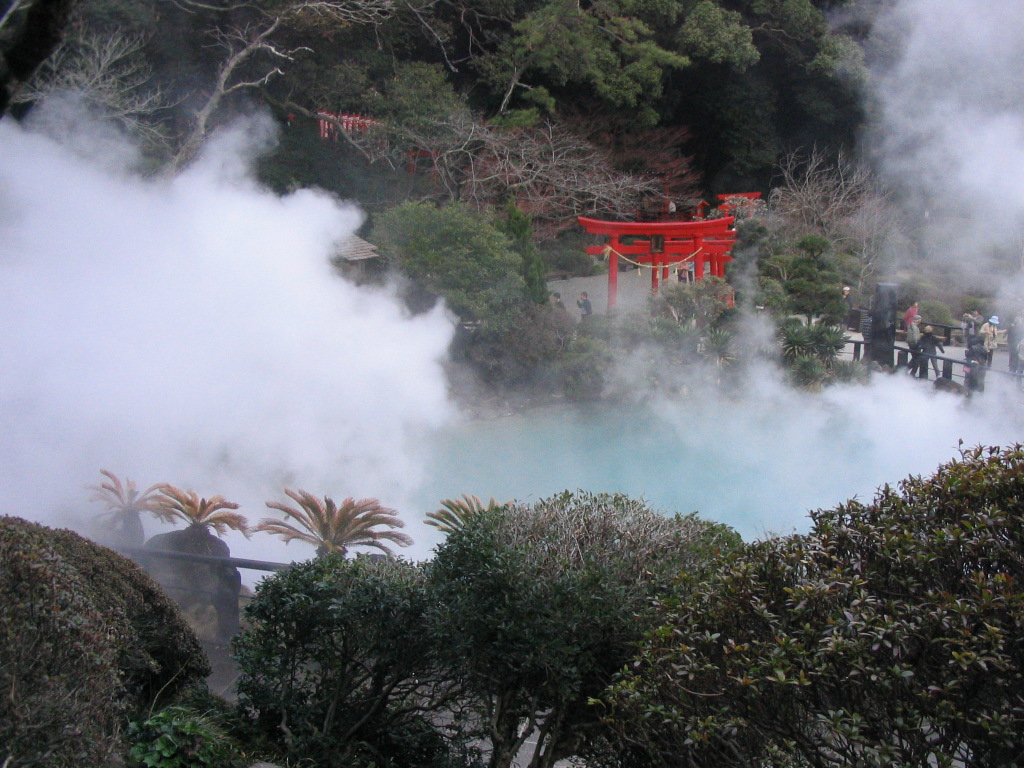
Umi jigoku en Beppu, prefectura de Oita.

La prefectura de Ōita por ejemplo es famosa por sus spas o aguas termales. Son particularmente famosos en la ciudad de Beppu, donde son conocidos como "infiernos". Además anualmente se celebra en Beppu un festival de música internacional. Otras actividades de la prefectura son el museo del sexo Hihokan, el acuario público "Umi-tamago", el parque de los monos en el monte Takasaki o el festival de música popular del monte Hachimen.
En la prefectura de Saga son importantes el castillo de Karatsu, los restos de un pueblo del Período Yayoi, el monasterio Yūtoku Inari y varios festivales como el Karatsu Kunchi, que se celebra en noviembre en la ciudad de Karatsu y atrae a 500 000 personas cada año, el Kashima Gatalympics celebrado en mayo en la ciudad de Kashima con multitud de deportes diferentes o el Imari Ton-Ten-Ton Festival celebrado a finales de octubre en Imari y que es uno de los tres más grandes festivales de lucha de Japón.
En la prefectura de Nagasaki se puede encontrar el museo de la bomba atómica que recuerda aquel día con numeroso material e información, también podemos visitar la catedral Urakami, Kōfuku-ji, Sōfuku-ji, el castillo de Hirado, la iglesia de Ōura, el parque Huis Ten Bosch, el monte Unzen o el castillo de Shimabara.
En la prefectura de Fukuoka se puede ver importantes puntos en la ciudad de Fukuoka, en la ciudad de Dazaifu y también en Kitakyushu, donde se encuentra el castillo Kokura. Kurume es otra ciudad con importantes puntos entre los que sobresale el castillo de Kurume. Destacan el festival Dontaku y el gran torneo anual de sumo del centro de convenciones, ambos en Fukuoka.

## Kyushu en la ficción
La isla de Kyushu fue utilizada como modelo para realizar la región de Hoenn en Pokémon Rubí, Zafiro y Esmeralda, así como otras regiones del anime y de los videojuegos se han inspirado en otras áreas geográficas de Japón. (Kanto-Región de Kantō; Johto-Región de Kinki; Sinnoh-Hokkaidō).
En el ámbito literario, la novela negra "La chica de Kyushu" (Kiri No Hata), de Seicho Matsumoto, narra el crimen de una anciana en dicha ciudad, así como su posterior investigación.